# Syrmoptera androgyna
Syrmoptera androgyna är en fjärilsart som beskrevs av James John Joicey och Talbot 1924. Syrmoptera androgyna ingår i släktet Syrmoptera och familjen juvelvingar. Inga underarter finns listade i Catalogue of Life.